# Зелёная партия Канады
Зелёная партия Канады (англ. Green Party of Canada, фр. Parti vert du Canada) — канадская федеральная политическая партия, основанная в 1983 году, с 10-12 тыс. зарегистрированных членов по состоянию на октябрь 2008 года. Основные положения политической платформы партии заключаются в требованиях защиты окружающей среды, социальной справедливости, развития «демократии снизу», отказа от насилия, а также достижения гендерного равенства.
Впервые партия приняла участие в федеральных выборах в 1984 году, а в 2004 году впервые получила больше 1 % голосов канадских избирателей (а именно 4,3 %), благодаря чему получила право на федеральное финансирование. В ходе избирательной кампании 2008 года Зелёная партия Канады впервые была приглашена на дебаты и получила 6,8 % голосов по результатам выборов. Несмотря на поддержку почти 1 миллиона канадских избирателей, Зелёная партия не завоевала ни одного места в Палате общин Канады из-за особенностей избирательной системы Канады.
30 августа 2008 года независимый депутат Блэр Вильсон вступил в Зелёную партию Канады и стал её первым членом парламента, что и позволило получит партии доступ к дебатам. Однако Блэр Вильсон проиграл федеральные выборы 2008 года, в результате чего Зелёная партия Канады до 2011 года лишилась своего единственного депутата в парламенте.
Лидером партии с 2006 года является Элизабет Мэй (Elizabeth May). В результате федеральных выборов 2011 года она была единственным кандидатом партии, избранным в Палату общин. Ряд политиков партии были избраны в муниципальные органы — среди них известный эколог-активист Дэвид Чернушенко.
Лидером партии с 2020 года является Аннами Пол.